# George Mihaljevic
George Mihaljevic, nato Đuro Mihaljević (Vuka, 28 febbraio 1936 – Saint Louis, 3 maggio 2023), è stato un calciatore e allenatore di calcio jugoslavo naturalizzato statunitense.

## Biografia
Nato nel regno di Yugoslavia, in quella che è l'attuale Croazia, si trasferisce in Austria, Germania e Svizzera prima di lasciare l'Europa per andare negli Stati Uniti d'America, a Saint Louis. Divenuto cittadino americano, presta il servizio di leva in Germania. Tornato a Saint Louis, si sposa con Mary Coyle da cui ha cinque figli, di cui il maggiore Joe segue le orme paterne divenendo prima giocatore e poi allenatore di calcio. Muore a Saint Louis, nello stato del Missouri.

## Carriera

### Calciatore

#### Club
Formatosi nel Radnički Belgrado, lascia il paese natio per giocare in Austria, Germania e Svizzera. Nel 1957, dopo il suo trasferimento negli Stati Uniti, viene ingaggiato dal St. Louis Kutis, di cui diviene il primo giocatore non nativo americano. Con i Kutis vince la National Challenge Cup 1957.

#### Nazionale
Dopo aver giocato nelle selezioni giovanili jugoslave, nel 1958, dopo esser diventato cittadino americano, entra a far parte della nazionale militare di calcio degli Stati Uniti d'America.

### Allenatore
Lasciato il calcio giocato, Mihaljevic diviene l'allenatore del St. Louis White Star, con cui vince nel 1966 la Missouri State Professional Open Cup e l'Amateur Cup. Nel 1967 viene scelto per allenare i St. Louis Stars che avrebbero disputato la neonata NPSL. Con il dirigente Rudi Gutendorf si reca in Europa per ingaggiare numerosi giocatori del vecchio continente per formare l'ossatura della squadra, integrata da alcuni giocatori provenienti da club locali come i Kutis e il White Star.
Mihaljevic con i Stars ottenne il secondo posto della Western Division della NPSL, non qualificandosi per la finale della competizione.
Nel 1968 fonda la Mihaljevic Soccer School, dedicata esclusivamente al calcio giovanile.

## Palmarès

### Calciatore
- National Challenge Cup: 1

St. Louis Kutis: 1957

### Allenatore
- Missouri State Professional Open Cup: 1

St. Louis White Star: 1966
- Amateur Cup: 1

St. Louis White Star: 1966